# Richard Paul Lohse
Richard Paul Lohse (Zurigo, 13 settembre 1902 – Zurigo, 16 settembre 1988) è stato un pittore e grafico svizzero.
In qualità di pittore è stato tra i fondatori del gruppo concretista svizzero Allianz e successivamente del movimento Konkrete kunst. Partito da esperienze post-cubiste e vicine a Mondrian e Vantongerloo, ha maturato col tempo uno stile caratterizzato da composizioni facenti riferimento a griglie ortogonali e basato su moduli geometrici semplici e accostamenti graduali di colori.
In qualità di grafico è stato uno dei principali esponenti della Scuola svizzera. Ha contribuito assieme a Max Bill e a Herber Bayer all'introduzione della griglia nella composizione grafica. Ha inoltre compiuto ricerche scientifiche sulla struttura grafica e sul colore ricavandone valori scientifici.

## Biografia
Lohse compie i propri studi alla Kunstgewerbschule di Zurigo. A partire dal 1918 intraprende sia l'attività di grafico sia quella di pittore: viene assunto dall'agenzia pubblicitaria Max Dalang e al contempo inizia a dipingere da autodidatta.
Lavora per importanti aziende e enti pubblici europei, e durante gli anni trenta, grazie ai propri lavori grafici e tipografici, viene annoverato tra i pionieri del moderno graphic design svizzero.
Nel 1937, assieme a Leo Luppi, fonda Allianz, un'associazione di artisti moderni svizzeri. Nel 1938 collabora con Irmgard Burchard all'organizzazione dell'esposizione Twentieth Century German Art a Londra.
Nel 1942, nel 1950 e nel 1958 viene premiato dal Dipartimento federale svizzero per aver realizzato architetture d'interni e manifesti di particolare pregio.
Nel 1944 è tra i fondatori del movimento Konkrete kunst assieme a Max Bill.
Nel 1947 viene cooptato, in qualità di consulente, dalla rivista internazionale di architettura "Bauen+Wohen". Grazie a tale incarico vincerà la medaglia d'oro alla Triennale di Milano nel 1952.
Nel 1953 pubblica la monografia New Design in Exhibitions.
Nel 1958 fonda assieme a Josef Müller-Brockmann, Hans Neuburg e Carlo Vivarelli la rivista Neue Grafik. Le pubblicazioni andranno avanti per 18 numeri, dal settembre del 1958 fino al febbraio del 1965. Obiettivi principali della rivista saranno quelli di divulgare la nuova grafica moderna svizzera, commentare opere influenti, e costituire un tavolo di discussione per i principi spirituali e artistici della grafica contemporanea.

## Principali manifesti
- 1950 - 100 Jahre Eisenbenton
- 1958 - Kunstmuseum Winterthur